# Lorenzenit
Lorenzenit ist ein selten vorkommendes Mineral aus der Mineralklasse der „Silikate und Germanate“ mit der idealisierten, chemischen Zusammensetzung Na2Ti2[O3|Si2O6] und damit chemisch gesehen ein Natrium-Titan-Silikat. Als Fremdbeimengung kann auch ein geringer Anteil Niob, Eisen, Fluor und Zirconium enthalten sein. Strukturell gehört Lorenzenit zu den Ketten- und Bandsilikaten.
Lorenzenit kristallisiert im orthorhombischen Kristallsystem und entwickelt meist prismatische Kristalle mit dicktafeligem bis nadeligem Habitus, kommt aber auch in Form faseriger bis filziger oder lamellenförmiger Mineral-Aggregate vor. In reiner Form ist Lorenzenit farblos und durchsichtig. Durch vielfache Lichtbrechung aufgrund von Gitterbaufehlern oder polykristalliner Ausbildung kann er aber auch weiß erscheinen und durch Fremdbeimengungen eine hellbraunviolette, hellrosa bis malvenähnliche oder auch braune bis schwarze Farbe annehmen, wobei die Transparenz entsprechend bis zur völligen Undurchsichtigkeit abnehmen kann.

## Etymologie und Geschichte
Erstmals entdeckt wurde Lorenzenit nahe der ehemaligen Siedlung Narsarsuaq (auch Narssârssuk) im Nordwesten von Grönland und beschrieben 1897 durch Gustaf Flink, der das Mineral nach dem dänischen Mineralogen Johannes Theodor Lorenzen (1855–1884) benannte. Die chemische Analyse nahm R. Mauzelius vor.
1922 fand eine Expedition unter Alexander Jewgenjewitsch Fersman im Nephelin-Syenit auf der russischen Halbinsel Kola ein verwandtes Mineral, das erstmals von E. Kostyleva beschrieben (veröffentlicht 1923) und nach dem finnischen Geologen Wilhelm Ramsay als Ramsayit bezeichnet wurde. Kostyleva bemerkte allerdings bereits bei seiner Erstbeschreibung die große Ähnlichkeit mit Lorenzenit in Bezug auf chemische Zusammensetzung und Kristallform und vermutete, dass die beiden Minerale identisch sein könnten. Mithilfe weiterer Analysen durch Barth und Berman 1930 sowie durch Kraus und Mussgnuga 1941 konnten die Strukturdaten von Lorenzenit korrigiert und damit belegt werden, dass Ramsayit und Lorenzenit praktisch identisch waren. Lediglich die Zusammensetzung unterschied sich geringfügig dahingehend, dass die von Mauzelius analysierte Lorenzenit-Probe einen signifikanten Anteil Zirconium (11,92 % in Form von ZrO2) enthielt.
Die erneute Analyse einer sehr reinen Probe des Lorenzenit-Typmaterials durch Thure Georg Sahama ergab allerdings, dass der Zirconiumanteil ebenso wie beim Ramsayit verschwindend gering war. Selbst die ebenfalls in beiden Proben festgestellte Fremdbeimengung von Niob war höher. Da jedoch zum einen das von Mauzelius analysierte Originalmaterial nicht mehr zur Verfügung stand und zum anderen der Beschreibung von Flink eine detaillierte Angabe der Analysemethode fehlte, konnte Sahama nicht mit letzter Sicherheit klären, ob Mauzelius’ Analyse fehlerhaft war oder der Zirconiumanteil einfach eine Verunreinigung der Probe darstellte. Im Hinblick auf die Höhe des Anteils von fast 12 % ist allerdings zweifelhaft, ob Mauzelius’ Probe so unrein gewesen sein konnte. Die Möglichkeit besteht zwar aufgrund der an der Typlokalität Narsaarsuk vorgefundenen Vergesellschaftung mit dem Natrium-Zirconium-Silikat Elpidit, jedoch lässt sich dieses Mineral sehr leicht vom Lorenzenit trennen.
Im deutschsprachigen bzw. westlichen internationalen Sprachraum, gestützt durch die International Mineralogical Association (IMA), setzte sich inzwischen die Bezeichnung Lorenzenit (englisch Lorenzenite) durch, während im russischen Sprachraum die Bezeichnung Ramsayit noch weit verbreitet ist. Der finnische Mineraloge Wilhelm Ramsay erhielt allerdings 2004 durch das neu entdeckte Mineral Wilhelmramsayit doch noch eine international anerkannte Ehrung.

## Klassifikation
In der letztmalig 1977 überarbeiteten 8. Auflage der Mineralsystematik nach Strunz gehörte der Lorenzenit zur Mineralklasse der „Silikate“ und dort zur Abteilung „Kettensilikate und Bandsilikate (Inosilikate)“, wo er zusammen mit Ferrokarpholith und Karpholith sowie im Anhang mit Joesmithit die „Karpholith-Ramsayit-Gruppe“ mit der Systemnummer VIII/D.03 bildete.
In der zuletzt 2018 überarbeiteten Lapis-Systematik nach Stefan Weiß, die formal auf der alten Systematik von Karl Hugo Strunz in der 8. Auflage basiert, erhielt das Mineral die System- und Mineralnummer VIII/F.03-050. Dies entspricht ebenfalls der Abteilung „Ketten- und Bandsilikate“, wo Lorenzenit zusammen mit Balipholit, Capranicait, Eliseevit, Ferrokarpholith, Kaliumkarpholith, Karpholith, Kukisvumit, Lintisit, Magnesiokarpholith, Manganokukisvumit, Paravinogradovit, Punkaruaivit, Vanadiokarpholith, Vinogradovit und Yegorovit eine unbenannte Gruppe mit der Systemnummer VIII/F.03 bildet.
Die von der IMA zuletzt 2009 aktualisierte 9. Auflage der Strunz’schen Mineralsystematik ordnet den Lorenzenit in die erweiterte Klasse der „Silikate und Germanate“, dort aber ebenfalls in die Abteilung der „Ketten- und Bandsilikate (Inosilikate)“ ein. Diese ist weiter unterteilt nach der Struktur der Silikatketten, so dass das Mineral entsprechend seinem Aufbau in der Unterabteilung „Ketten- und Bandsilikate mit 2-periodischen Einfachketten Si2O6; mit zusätzlich O, OH, H2O; Pyroxen-verwandte Minerale“ zu finden ist, wo es als einziges Mitglied eine unbenannte Gruppe mit der Systemnummer 9.DB.10 bildet.
In der vorwiegend im englischen Sprachraum gebräuchlichen Systematik der Minerale nach Dana hat Lorenzenit die System- und Mineralnummer 65.01.06.01. Auch dies entspricht der Klasse der „Silikate“ und der Abteilung der „Kettensilikatminerale“. Hier ist er als Namensgeber der „Lorenzenitgruppe“ mit der Systemnummer 65.01.06 und den weiteren Mitgliedern Kukisvumit, Lintisit, Manganokukisvumit und Punkaruaivit innerhalb der Unterabteilung „Kettensilikate: Einfache unverzweigte Ketten, W=1 mit Ketten P=2“ zu finden.

## Kristallstruktur
Lorenzenit kristallisiert orthorhombisch in der Raumgruppe Pnca (Raumgruppen-Nr. 60, Stellung 3) mit den Gitterparametern a = 14,49 Å; b = 8,71 Å und c = 5,23 Å sowie 4 Formeleinheiten pro Elementarzelle.

## Eigenschaften
Unter kurzwelligem UV-Licht zeigen manche Lorenzenite eine hellgelbe bis mattgrüne Fluoreszenz, ähnlich der von neonfarbenen Textmarkern.

## Bildung und Fundorte

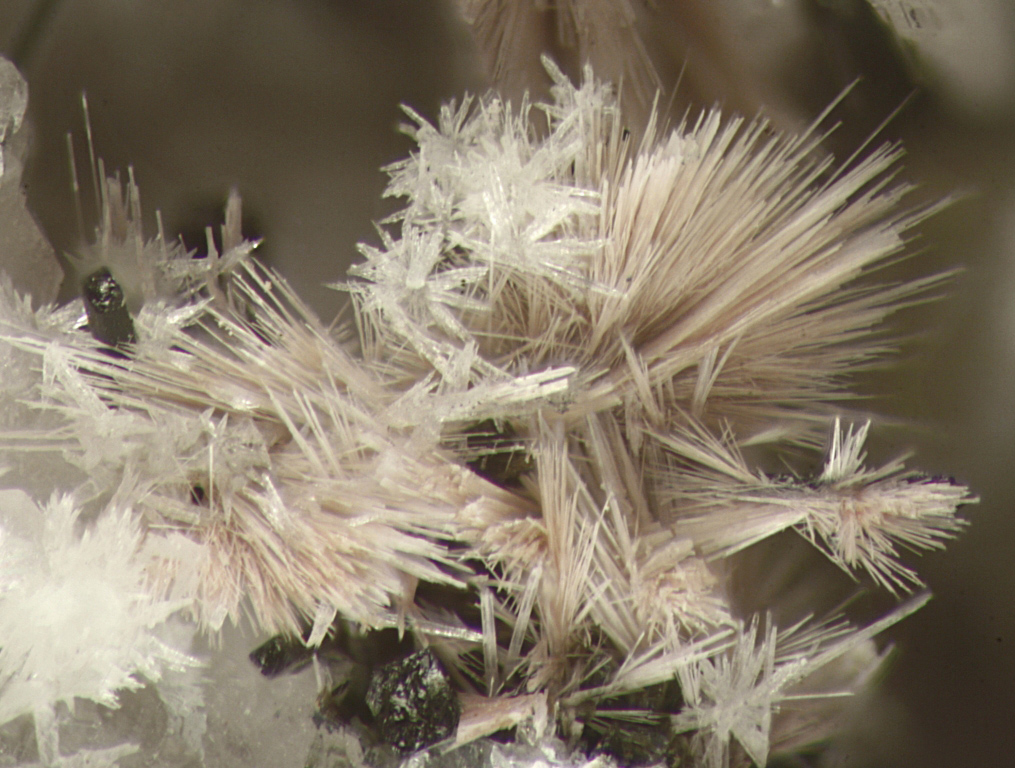
Nadeliger Lorenzenit aus dem Steinbruch Poudrette, Mont Saint-Hilaire, Québec, Kanada (Sichtfeld 2,9 × 2,2 mm)

Lorenzenit bildet sich magmatisch in alkalischen Syeniten und syenitischen Pegmatiten. Als Begleitminerale treten unter anderem Aegirin, Apatit, Arfvedsonit, Astrophyllit, Elpidit, Eudialyt, Ilmenit, Låvenit, Loparit, Mikroklin, Nephelin, manganhaltiger Neptunit, Rinkit und Titanit auf.
Als seltene Mineralbildung konnte Lorenzenit nur an wenigen Orten nachgewiesen werden, wobei weltweit bisher rund 100 Vorkommen dokumentiert sind (Stand: 2024). Außer an seiner Typlokalität Narsaarsuk in Grönland konnte das Mineral in Grönland bisher nur noch am „Gardinerkomplex“ nahe Kangerlussuaq und im Ilimmaasaq-Komplex bei Narsaq gefunden werden.
Bekannte Fundorte in Deutschland sind der Steinbruch „Michelsberg“ am Katzenbuckel in Baden-Württemberg und der Steinbruch „Caspar“ am Ettringer Bellerberg bei Ettringen in der nordrhein-westfälischen Eifel.
In Russland wurde aufgrund der komplexen Fundgeschichte des Minerals vor allem die Halbinsel Kola als Fundgebiet bekannt, wobei die meisten Lorenzenitfunde aus den Gebirgsmassiven der Chibinen und der Lowosero-Tundra stammen. Erwähnenswert im Einzelnen ist unter anderem der Berg Flora im Lowosero-Tundra-Massiv, wo Kristalle von bis zu acht Zentimetern gefunden wurden.
Weitere Fundorte liegen unter anderem in Kanada, Libyen, Marokko, Norwegen, Spanien, Südafrika sowie Arkansas und New Mexico in den Vereinigten Staaten von Amerika.